# Megalocaria
Genre
Megalocaria est un genre d'insectes coléoptères de la famille des coccinelles.

## Systématique
Le genre Megalocaria a été créé en 1871 par l'entomologiste britannique George Robert Crotch (d) (1842-1874).

## Liste d'espèces
Selon BioLib (17 mars 2022) :
- Megalocaria dilatata (Fabricius, 1775)
- Megalocaria pearsoni Crotch, 1874

Selon ITIS (17 mars 2022) :
- Megalocaria fijiensis (Crotch, 1874)
- Megalocaria tricolor (Fabricius, 1787)

Selon NCBI (17 mars 2022) :
- Megalocaria dilatata (Fabricius, 1775)